# Ольгино (Данковский район)
Ольгино — деревня Спешнево-Ивановского сельсовета Данковского района Липецкой области.

## География
Ольгино находится между деревнями Петропавловка (на западе) и Ильинка (на востоке). Севернее деревни проходит автомобильная дорога.
Деревня разделена на несколько частей расположенным в её центре прудом, формой напоминающим морскую звезду.

## Население
| 2010 |
| ---- |
| 12   |